# Ladarius Green
Ladarius Green (Pensacola, 29 maggio 1990) è un giocatore di football americano statunitense che gioca nel ruolo di tight end per i Pittsburgh Steelers della National Football League. Fu scelto nel corso del quarto giro (110º assoluto) del Draft NFL 2012 dai San Diego Chargers. Al college ha giocato a football all'Università della Louisiana presso Lafayette.

## Carriera professionistica

### San Diego Chargers
Considerato uno tra i migliori prospetti tra i giocatori nel ruolo di tight end del Draft 2012, Green fu scelto nel corso del quarto giro dai San Diego Chargers. Nella sua stagione da rookie disputò 4 partite, una delle quali come titolare, ricevendo 4 passaggi per 56 yard.
Nell'ultima gara della stagione 2013 segnò il suo terzo touchdown contribuendo alla vittoria ai supplementari e far qualificare i Chargers per l'ultimo posto disponibile nei playoff. Nel primo turno di playoff i Chargers superarono in trasferta i Cincinnati Bengals, i quali erano stati l'unica squadra a concludere la stagione regolare imbattuta in casa. Green terminò quella gara guidando la sua squadra con 34 yard ricevute e un touchdown.

### Pittsburgh Steelers
Divenuto free agent, Green l'11 marzo 2016 firmò con i Pittsburgh Steelers.

## Statistiche
| Partite totali         | 47    |
| Partite da titolare    | 26    |
| Yard ricevute          | 1.087 |
| Touchdown su ricezione | 7     |

Statistiche aggiornate alla stagione 2015